# Macrocentrus mandibularis
Macrocentrus mandibularis är en stekelart som beskrevs av Watanabe 1967. Macrocentrus mandibularis ingår i släktet Macrocentrus och familjen bracksteklar. Inga underarter finns listade i Catalogue of Life.